# موربیوس (فیلم)
موربیوس (انگلیسی: Morbius) فیلمی آمریکایی در ژانر ابرقهرمانی است که بر پایهٔ شخصیت به همین نام از مارول کامیکس ساخته شده‌است و در ۲۰۲۲ به نمایش درآمد. تولید این فیلم بر عهدهٔ کلمبیا پیکچرز با مشارکت مارول است. این فیلم توسط سونی پیکچرز ریلیزینگ توزیع شده‌است و سومین فیلم در دنیای مرد عنکبوتی سونی محسوب می‌شود. کارگردانی این فیلم بر عهدهٔ دنیل اسپینوزا است و فیلم‌نامه را مت سازما و بارک شارپلس نوشته‌اند. در این فیلم جرد لتو نقش مایکل موربیوس را ایفا می‌کند و مت اسمیت، آدریا آرجونا، جرد هریس، ال مادریگال و تایریس گیبسون از دیگر بازیگران فیلم هستند. در این فیلم، موربیوس در پی تلاش برای درمان خود بر اثر یک بیماری خونی نادر تبدیل به یک خون‌آشام می‌شود.
پس از اعلام برنامه‌هایی برای خلق دنیای مشترک جدیدی از فیلم‌های با الهام از شخصیت‌های مرد عنکبوتی که با ونوم (۲۰۱۸) آغاز می‌شود، سونی توسعهٔ یکی از فیلم‌ها بر پایهٔ شخصیت موربیوس را آغاز کرد. سازما و شارپلس تا نوامبر ۲۰۱۷ فیلم‌نامه‌ای برای این فیلم نوشته بودند. لتو و اسپینوزا در ژوئن ۲۰۱۸ به‌طور رسمی به این پروژه ملحق شدند. کار بر روی این فیلم به‌طور جدی در پایان سال با انتخاب بازیگران بیشتر آغاز شد و مدتی بعد مراحل تولید فیلم در فوریهٔ ۲۰۱۹ در لندن کلید خورد. مدتی بعد تأیید شد که مراحل فیلم‌برداری تا ژوئن ۲۰۱۹ به پایان رسیده‌است.
موربیوس برای اولین بار در ۱۰ مارس ۲۰۲۲ در مکزیکو سیتی به نمایش درآمد و در ۱ آوریل ۲۰۲۲ در ایالات متحده اکران شده‌است. پیش از این، انتشار فیلم در ژوئیهٔ ۲۰۲۰ به‌دلیل همه‌گیری کووید-۱۹ به تعویق افتاده بود. این فیلم تاکنون ۱۶۷ میلیون دلار فروخته و نقدهای منفی از سوی منتقدان دریافت کرده که از نویسندگی، جلوه‌های بصری و صحنه پس از تیتراژ آن انتقاد کردند اما فیلم‌برداری و نقش‌آفرینی لتو و اسمیت مورد تحسین قرار گرفت.

## داستان
در یک بیمارستان خصوصی در یونان، مایکل موربیوس ۱۰ ساله از آمدن برادر ناتنی خود لوسین استقبال می‌کند و تصمیم می‌گیرد اسم او را مایلو را بگذارد. آن‌ها هر دو از یک بیماری خونی نادر رنج می‌برند و مانع از خون‌سازی بدنشان می‌شود. مایکل موفق می‌شود با تعمیر پمپ خون شکسته‌اش، جان مایلو را نجات دهد. پدر آن‌ها نیکلاس ترتیبی می‌دهد که او در یک مدرسهٔ ویژه برای نوابغ در آمریکا تحصیل کند و در عین حال از مایلو مراقبت می‌کند.
۲۵ سال بعد، دکتر مایکل موربیوس که اکنون ۳۵ سال دارد، جایزه نوبل پادشاه و ملکه سوئد را به دلیل ساختن خون مصنوعی که جان میلیون‌ها نفر را نجات داده‌است را رد می‌کند. مارتین بنکرافت، همکار و دوست دختر موربیوس، او را به خاطر آزمایش‌های غیرقانونی که با خفاش‌های خون‌آشام پیرانایایی که از جنگل‌های بارانی آمازون دزدیده بود انجام می‌داد تا خون‌آشام تراریخته‌شان را استخراج کند و خود را به یک خون‌آشام تبدیل کند تا اینگونه بیماری خود را درمان کند، او را مورد تمسخر قرار می‌داد. موربیوس پس از اطلاع به نیکلاس و مایلو (که اکنون میلیاردر است) از جدیدترین آزمایش خود، بودجه ای برای ادامه آزمایشات خود بر روی یک کشتی باری در آب‌های بین‌المللی دریافت می‌کرده و موفق می‌شود خود را به یک خون‌آشام تبدیل کند. با این حال، پس از اینکه موربیوس توسط مارتین از قید و بند رها شده و فرار می‌کند، تمام خدمه را قتل‌عام کرده و خون آن‌ها را تخلیه کند. در طول درگیری، مارتین به کما می‌رود. موربیوس وحشت زده که عطش خونخواهیش فروکش کرده به هوش می‌آید و قبل از اینکه با مرکز تماس بگیرد و از طریق دریا بگریزد، تمام فیلم‌های دوربین مداربسته آزمایش‌های خود را پاک می‌کند.
موربیوس در بازگشت به شهر نیویورک به آزمایشات خود ادامه می‌دهد و خون مصنوعی خود را تا زمانی که شروع به رشد کمتری می‌کند، می‌کاهد و متوجه می‌شود که خفاش‌های خون‌آشام اولیه او را به عنوان یک خفاش می‌بینند و او اکنون قدرت فوق بشری «المپیایی» و توانایی پژواک یابی را دارد. در جایی دیگر، سایمون استرود و آل رودریگز، مأموران FBI در مورد قربانیان موربیوس تحقیق می‌کنند. پس از اینکه مایلو به دنبال مارتین به آزمایشگاهش می‌آید، بدون اینکه از کمای او با خبر باشد، از اینکه می‌بیند بیماری موربیوس درمان شده و به دنبال خون می‌گردد، شگفت زده می‌شود، اما زمانی که موربیوس از دادن درمان به او امتناع می‌کند، خشمگین می‌شود. بعداً، موربیوس در حالی که به ملاقات مارتین به بیمارستان می‌رود، متوجه می‌شود که خون یک پرستار تخلیه شده و کشته شده‌است. او که خود را مسئول می‌داند، قبل از اینکه به استرود و رودریگز اجازه تا او را دستگیر کنند، تلاش می‌کند تا از بیمارستان فرار کند. در زندان، موربیوس با مایلو که خود را به عنوان وکیل او نشان می‌دهد ملاقات می‌کند و قول می‌دهد تا از ارتباطات خود برای آزادی او استفاده کند. بعد از اینکه مایلو بدون عصایش آنجا را ترک می‌کند، موربیوس متوجه می‌شود که او درمان را انجام داده و به احتمال زیاد پرستار را اوکشته است. او از زندان فرار می‌کند تا با او روبرو شود. مایلو با اعتراف به کشتن پرستار تنها به دلیل همان عطش خونخواهی که باعث شد موربیوس خدمه کشتی را بکشد، از موربیوس می‌خواهد تا به او بپیوندد تا خود واقعی‌شان را بپذیرند و به‌عنوان خون‌آشام زندگی کند و پس از کشتن گروهی از افسران پلیس که قصد دستگیری موربیوس را دارند، فرار می‌کنند.
روز بعد، موربیوس با مارتین ملاقات می‌کند و از دخالت‌های مایلو در ماجرا به او می‌گوید و از او می‌خواهد تا از او دوری کند. موربیوس در یک آزمایشگاه جدید مشغول به کار می‌شود و ترکیبی برای خودکشی ایجاد می‌کند اما خود تمایلی به انجام آن ندارد. در جایی دیگر، استرود و رودریگز فیلمی از یکی از حملات میلو پیدا می‌کنند. آنها با شناسایی او به عنوان فردی خون‌آشام غیر از موربیوس، فیلم او را در رسانه‌ها منتشر می‌کنند. اگرچه مایلو عملاً قابل تشخیص نیست، اما توسط نیکلاس که به آپارتمانش می‌رود شناسایی می‌شود و از او می‌خواهد این کارها را متوقف کند. مایلو با تمسخر او به خاطر اینکه همیشه موربیوس را بیشتر از او دوست داشته، نیکلاس را مجروح می‌کند و به او می‌گوید تا با موربیوس تماس بگیرد. در حین این که موربیوس به تماس تلفنی نیکلاس پاسخ می‌دهد و پیش او که در حال مرگ است می‌رود، مایلو به پیش مارتین می‌رود و او را به شدت زخمی می‌کند. موربیوس مارتین در حال مرگ را در آغوش خود نگه می‌دارد و پس از پیشروی در سراسر شهر، از خون او تغذیه کند. موربیوس در رویارویی با مایلو، او را به داخل فاضلاب می‌برد و ارتشی متشکل از هزاران خفاش را از فاضلاب فرا خوانده تا او را به اندازه کافی بی حرکت نگه دارند تا موربیوس از ترکیب خود بر روی او استفاده کند و به عطش خونخواهی او پایان دهد و سرانجام مایلو در آغوش او می‌میرد. موربیوس در سوگ میلو و مارتین، با خفاش‌های خون‌آشام در برابر دیدگان کل شهر پرواز می‌کند و هویت خود را به عنوان یک خون‌آشام پذیرفته‌است. در جایی دیگر، مارتین با قدرت‌های خون‌آشام و فیزیولوژی تازه توسعه یافته‌اش به زندگی بازگردانده می‌شود.
در یک صحنه پس از تیتراژ، آدریان تومز (کرکس) که توسط یک طلسم جادویی به جهان موربیوس منتقل شده‌است به سراغ موربیوس رفته و به او پیشنهاد می‌دهد که باید با هم متحد شوند. (تشکیل شش خبیث)

## بازیگران
- جرد لتو در نقش دکتر مایکل موربیوس: دانشمندی که از یک بیماری خونی نادر رنج می‌برد و تلاش‌هایش برای درمان خود، او را به نوعی خون‌آشام تراریخته مبتلا می‌کند،[۵] که توانایی‌های مافوق بشری به دست می‌آورد اما هیچ‌یک از نقاط ضعف خرافی مرتبط با خون‌آشام‌ها را ندارد. لتو به مبارزه شخصیت با بیماری خود و پیامدهای اخلاقی قهرمانی که تشنه خون است کشیده شد.[۱۰] لتو این نقش را به طرز شگفت‌آوری چالش‌برانگیز می‌دانست زیرا نسبت به بازی‌های قبلی‌اش بسیار کمتر شخصیت محور بود و همچنین به شخصیت واقعی او نزدیک‌تر بود و بنابراین نیازی به رویکرد بازیگری متد او نداشت.[۱۱]
- مت اسمیت در نقش لوکسیاس کرون: برادر ناتنی موربیوس که از همان بیماری خونی نادر رنج می‌برد.[۱۲][۱۳] پس از اینکه قبلاً نقش‌های دیگر فیلم‌های ابرقهرمانی را رد کرده بود، اسمیت به دلیل مشارکت کارگردان دنیل اسپینوزا و تشویق کارن گیلان، که نقش نبیولا را در دنیای سینمایی مارول به تصویر می‌کشد و قبلاً با اسمیت در دکتر هو کار کرده بود، به فیلم پیوست.[۱۴] جوزف اسون یک تاج لوکسیاس جوان را به تصویر می‌کشد.[۱۵]
- آدریا آرجونا در نقش مارتین بنکرافت: دانشمند و دوست دختر موربیوس.[۱۶][۱۷]
- جرد هریس در نقش امیل نیکولز: پروفسور و مربی موربیوس.[۱۳][۱۸]
- ال مادریگال در نقش آلبرتو رودریگز: یک مأمور اف‌بی‌آی در حال شکار موربیوس.[۱۹]
- تایریس گیبسون در نقش سایمون استرود: یک مأمور اف‌بی‌آی در حال شکار موربیوس؛[۱۳][۱۹] گیبسون خاطرنشان کرد که این شخصیت در کتاب‌های کمیک سفیدپوست است و تهیه‌کنندگان برای انتخاب بازیگر، او را سیاه کردند. استرود در این فیلم «بازوی درجه یک سلاح پیشرفته» دارد و گیبسون او را به عنوان یک ابرقهرمان توصیف کرد.[۲۰] گیبسون زمانی که به فیلم پیوست، قرارداد سه تصویری را امضا کرد.[۲۱]

علاوه بر این، کوری جانسون در نقش یک مزدور با نام آقای فاکس ظاهر می‌شود و مایکل کیتون در یک حضور افتخاری در صحنه پس از تیتراژ نقش خود را به عنوان آدریان تومز / کرکس از فیلم مرد عنکبوتی: بازگشت به خانه (۲۰۱۷) تکرار می‌کند.

## موسیقی
تا اکتبر ۲۰۱۹، یون اکستراند پس از انجام همین کار برای فیلم‌های قبلی اسپینوزا، قرار بود موسیقی موربیوس را بسازد. موسیقی اکسترند به صورت دیجیتالی توسط مدیسون گیت رکوردز در ۸ آوریل ۲۰۲۲ منتشر شد.

## بازخورد
در وبگاه جمع‌آوری نقد راتن تومیتوز، ٪۱۶ از ۲۶۵ بررسی منتقدان مثبت است و میانگینِ امتیاز آن ۳٫۸/۱۰ است. اجماع این وبگاه چنین می‌نویسد: «نفرین‌شده با جلوه‌های بصری بی‌الهام، نقش‌آفرینی‌های بی‌معنا و داستانی مزخرف و مبهم، این نابسامانی اندوه‌انگیز تلاشی برای به وقوع پیوستن موربیوس است.» این فیلم در متاکریتیک که از میانگین وزنی استفاده می‌کند، بر اساس نظر ۵۵ منتقدین امتیاز ۳۵ از ۱۰۰ را کسب کرده که نشان‌گر «نقدهای عموما نامطلوب» است.
صحنه پس از تیتراژ این فیلم تحت نقد شدید قرار گرفت؛ کیت اربلند از ایندی‌وایر اظهار داشت: «این گیج‌کننده است و ظاهر شدن کیتون در یک جفت صحنهٔ [میان‌تیتراژ] کمک چندانی به این احساس نمی‌کند که موربیوس عمدتاً نامنسجم است، یا حداقل با هر آنچه که برای گفتن دارد، شدیداً در تضاد است». پل تاسی از فوربس گفت که انگیزه آدریان تومز چندان منطقی نیست و معتقد است که «همه چیز در حال حاضر بسیار ضعیف ترسیم شده‌است [...] به این شباهت دارد که گویا [سونی] قصد دارد تومز را از MCU بدزدد تا اینکه ایدهٔ اصلی آن را برای افزودن موربیوس به MCU پیاده کند». جولیا گلسمن از ماری سو نمایش کلی را ضعیف دید و اظهار داشت: «به این فکر می‌کنم که سونی اصلاً… دقیقاً هدف صحنه پس از تیتراژ را درک نکرده‌است». کتی برنان از تایم اوت، احساس می‌کرد که «تلاش‌های» فیلم برای «محورکردن مخاطب از طریق چسپاندن ارتباط بالقوه» با مرد عنکبوتیِ MCU، «بدترین نوع خدمات غیرحضوری طرفداران برای این فیلمِ ناخوشایند است».

### میم‌های اینترنتی
به دلیل عملکرد ضعیف در گیشه‌های سینما و دریافت انتقادی تند، موربیوس الهام‌دهندهٔ میم‌های اینترنتی شد. پولیگان نوشت که این فیلم یک «تماشای نفرت‌انگیز دسته‌جمعی در اینترنت» شد، و طرفداران میم‌های شت‌پست که به‌طور گواژه‌ای فیلم را می‌ستودند به اشتراک گذاشتند. به دنبال عرضهٔ فیلم، هشتگ «#MorbiusSweep» که به شوخی موربیوس را برترین فیلم تاریخ از دیدگاه مالی و انتقادات می‌دانست، پرطرفدار شد. این ادعاها شامل این می‌شد که موربیوس نخستین فیلمی است که بیش از یک تریلیون بلیت بفروشد، نخستین فیلمی است که «موربیلیون» دلار درآورده است، از راتن تومیتوز درصد غیرممکن ۲۰۰٪ را به‌دست آورده (و درصد مشابه غیرممکن ۱۴۲٪ برای نمره‌دهی مخاطبان) و یک نماگرفت (اسکرین‌شات) از مقالهٔ ویکی‌پدیای فهرست پرفروش‌ترین فیلم‌های جهان که ویرایش شده بود و مدعی شده بود موربیوس ۳۵۲٬۹ تریلیون دلار درآورده است. یکی از این پست‌ها ادعا داشت که مارتین اسکورسیزی، که باور داشت فیلم‌های ابرقهرمانی بخشی از سینما نیستند، پس از تماشای موربیوس دیدگاه خود را تغییر داد. یکی از بازیگران موربیوس، تایریس گیبسون که جوک را نمی‌دانست این نقل‌قول را در صفحهٔ اینستاگرامش به اشتراک گذاشت. او پس از مدت کوتاهی که کاربران به او گفتند نقل‌قول ساختگی است پست را پاک کرد.

### جوایز و نامزدی‌ها
این فیلم در چهل و سومین دوره جوایز تمشک طلایی پنج نامزدی را برای بدترین فیلم، بدترین کارگردانی، بدترین بازیگر مرد، بدترین بازیگر نقش مکمل زن و بدترین فیلمنامه دریافت کرد.